# Nolaclusilis
Nolaclusiliidae
Famille
Genre
Nolaclusilis, unique représentant de la famille des Nolaclusiliidae, est un genre de Ciliés de la classe des Oligotrichea et de l’ordre des Choreotrichida.

## Étymologie
Le nom de Nolaclusilis est dérivé du latin nola, « clochette », clus, « fermeture » et ilis, « apte à subir ou exerce l'action de », littéralement « clochette à fermeture facile », en référence à la morphologie et à la fonction de la lorica (loge) unique de cet organisme. 

## Habitat et répartition
Le genre a été découvert dans l'estuaire de l'Hudson, près du pont Tappan Zee.

## Liste des espèces
Selon The Taxonomicon (15 novembre 2023) :
- Nolaclusilis bicornis Snyder & Brownlee, 1991
- Nolaclusilis hudsonicus Sniezek, Capriulo, Small & Russo, 1991

## Systématique
Le genre et son espèce type Nolaclusilis bicornis ont été décrits en 1991 par Richard A. Snyder (d) et David C. Brownlee (d). La famille monogénérique des Nolaclusiliidae a été proposée la même année par James H. Sniezek (d), Gerard M. Capriulo, Eugene B. Small (d) et Anthony Russo, avec la description d'une deuxième espèce, Nolaclusilis hudsonicus.

## Publications originales
- (en) R. A. Snyder et D. C. Brownlee, « Nolaclusilis bicornis n. g., n. sp. (Tintinnina Tintinnidiidae): a tintinnine ciliate with novel lorica and cell morphology from the Chesapeake Bay estuary », Journal of Protozoology, vol. 38,‎ 1991, p. 583–589.
- (en) James H. Sniezek, Gerard M. Capriulo, Eugene B. Small et Anthony Russo, « Nolaclusilis hudsonicus n. sp. (Nolaclusiliidae n. fam.) a bilaterally symmetrical tintinnine ciliate from the lower Hudson River estuary », Journal of Protozoology, vol. 38,‎ 1991, p. 589–594.